# Thora Visby-Petersen
Thora Visby-Petersen (født 28. oktober 1873, død 13. november 1917) var en dansk forfatterinde. 
Thora var datter af maleren og tandlægen Frederik Visby. Hun giftede sig med Christian Edvard Petersen (1858-1947) der var tobakshandler i Aarhus.

## Reference
1. ↑  "www.danskkulturarv.dk". Arkiveret fra originalen 9. april 2016. Hentet 29. marts 2016.